# René Keller
René Keller es un deportista de la RDA que compitió en luge. Ganó una medalla de plata en el Campeonato Mundial de Luge de 1985, en la prueba doble.

## Palmarés internacional
| Campeonato Mundial | Campeonato Mundial | Campeonato Mundial | Campeonato Mundial |
| Año                | Lugar              | Medalla            | Prueba             |
| ------------------ | ------------------ | ------------------ | ------------------ |
| 1985               | Oberhof (RDA)      | Medalla de plata   | Doble              |